# Дом И. Н. Римского-Корсакова
Дом И. Н. Римского-Корсакова — здание в Тверском районе Центрального административного округа города Москвы, расположенное по адресу Тверской бульвар, д. 26 и построенное по заказу генерал-майора И. Н. Римского-Корсакова.

## История
Постройка дома относится к 1830-м годам, когда дом был полностью сформирован при сносе и реконструкции окружающих зданий. Вместе с тем, фасад был композиционно завершен в 1804—1807 годах. Архитектурной основой здания стали палаты князя Лобанова-Ростовского, существовавшие здесь с 18 в. Со зданием соседствует сразу же несколько домов, относящихся к первой половине 19 в., причём эти дома стоят вплотную друг к другу, что является редкостью и демонстрирует престижность этого района в начале 19 века. Поставленные рядом четыре дома демонстрируют целый набор архитектурных и декоративных приемов оформления фасадов, причём нет стремления к чистоте стиля. Вместе с тем, карнизы домов находятся на одном уровне, окна и горизонтальные пояса зданий согласованы по горизонтали. В основе зданий сохранились сводчатые подвалы 18 в. В 1890 году весь комплекс зданий был подвергнут реконструкции в связи с необходимостью размещения магазинов в первых этажах, а также в связи с переустройством комнат под сдачу внаем. Реконструкция интерьеров была проведена в 1950—1960 годах, в это время в доме были сформированы коммунальные квартиры. В 1974 году начато научное реставрирование здания.
В 2000 году здание было снесено с сохранением фасада, в здании открыт ресторан.